# ZeroNet
ZeroNet és una xarxa descentralitzada com Internet per als usuaris d'igual a igual. Es va començar a programar el 2015 a Budapest, Hongria; està construït en Python; i completament de codi obert. En lloc de tenir una adreça Ip, els llocs són identificats per una clau pública (Específicament una adreça de bitcoin). La clau privada permet al propietari d'un lloc signar i publicar canvis, que es propaguen a través de la xarxa. Els llocs es poden accedir a través d'un navegador web ordinari quan s'utilitza l'aplicació ZeroNet, que actua com un lloc web d'allotjament per a aquestes pàgines. A més d'utilitzar la criptografia dels Bitcoin, ZeroNet utilitza els seguidors de la xarxa BitTorrent per a negociar connexions entre companys. ZeroNet no és anònim de manera predeterminada, però els usuaris poden ocultar la seva adreça IP mitjançant l'ús integrat de les funcionalitats de Tor-. El lloc web de BitTorrent Play allotja un repositori d'enllaços magnètics a ZeroNet, que vincula a contingut amb drets d'autor. There is a Reddit community which offers support for ZeroNet.
L'existència de llocs web en línia d'igual a igual ha estat hipòtesi durant algun temps, amb The Pirate Bay suggerint que construirien una xarxa, així com BitTorrent que va crear el codi font propietari del Projecte Maelstrom. Un altre projecte similar és la xarxa SAFE per part de MaidSafe, tot i que encara no s'ha vist un ús generalitzat, i s'ha dit que se centra més en l'emmagatzematge de fitxers.
 Una altra aplicació, el navegador web Beaker, utilitza el P2P per permetre la creació del protocol d'arxius DAT, allotjament i servei de llocs web sense necessitat d'un servidor.
A 2016 no hi ha manera d'eliminar una pàgina de ZeroNet que encara conserva sembradors, fent que aquestes pàgines siguin immunes a mètodes de tercers per eliminar-los, incloent-hi les notificacions de la Llei de limitació de responsabilitat per infraccions de drets d'autor en línia. De manera predeterminada, els llocs tenen un límit de 10 megabytes, però els usuaris poden concedir un permís del lloc per utilitzar més espai d'emmagatzematge si ho desitgen.